# Liste der Pfarren im Dekanat Imst
Das Dekanat Imst ist ein Dekanat der römisch-katholischen Diözese Innsbruck.

## Pfarren mit Kirchengebäuden
| Pfarre                  | Seelsorgeraum                                                  | Patrozinium              | Kirchengebäude                                                               | Bild |
| Arzl im Pitztal         | Vorderes Pitztal (Arzl – Wald – Leins – Wenns)                 | Hll. Ingenuin und Albuin | Pfarrkirche Arzl im Pitztal                                                  |      |
| Imst                    |                                                                | Mariä Himmelfahrt        | Pfarrkirche Imst Kapuzinerkirche Imst Johanneskirche Filialkirche Brennbichl |      |
| Imsterberg              |                                                                | Mariä Schmerzen          | Pfarrkirche Imsterberg                                                       |      |
| Jerzens                 | Inneres Pitztal (Jerzens – Zaunhof – Plangeroß – St. Leonhard) | Hl. Gotthard             | Pfarrkirche Jerzens                                                          |      |
| Karres                  | Inntal (Karres – Karrösten – Mils bei Imst – Roppen)           | Hll. Stephanus und Anna  | Pfarrkirche Karres                                                           |      |
| Mils bei Imst           | Inntal (Karres – Karrösten – Mils bei Imst – Roppen)           | Hl. Sebastian            | Pfarrkirche Mils bei Imst                                                    |      |
| Nassereith              |                                                                | Hl. Drei Könige          | Pfarrkirche Nassereith Wallfahrtskirche Dormitz                              |      |
| Plangeross              | Inneres Pitztal (Jerzens – Zaunhof – Plangeroß – St. Leonhard) | Maria Hilf               | Pfarrkirche Plangeross                                                       |      |
| Roppen                  | Inntal (Karres – Karrösten – Mils bei Imst – Roppen)           | Hl. Leonhard             | Pfarrkirche Roppen                                                           |      |
| St. Leonhard im Pitztal | Inneres Pitztal (Jerzens – Zaunhof – Plangeroß – St. Leonhard) | Hl. Abt Leonhard         | Pfarrkirche St. Leonhard im Pitztal                                          |      |
| Tarrenz                 |                                                                | Hl. Ulrich               | Pfarrkirche Tarrenz Wallfahrtskapelle Sinnesbrunn                            |      |
| Wenns                   | Vorderes Pitztal (Arzl – Wald – Leins – Wenns)                 | Hl. Johannes Evangelist  | Pfarrkirche Wenns                                                            |      |

## Exposituren mit Kirchengebäuden
| Expositur       | Seelsorgeraum                                                  | Patrozinium                 | Kirchengebäude                                     | Bild |
| Karrösten       | Inntal (Karres – Karrösten – Mils bei Imst – Roppen)           | Hll. Magdalena und Nikolaus | Expositurkirche Karrösten Königskapelle Brennbichl |      |
| Wald im Pitztal | Vorderes Pitztal (Arzl – Wald – Leins – Wenns)                 | Hl. Apostel Thomas          | Expositurkirche Wald im Pitztal                    |      |
| Zaunhof         | Inneres Pitztal (Jerzens – Zaunhof – Plangeroß – St. Leonhard) | Hl. Josef                   | Expositurkirche Zaunhof                            |      |

## Kaplanei mit Kirchengebäude
| Kaplanei | Seelsorgeraum                                  | Patrozinium               | Kirchengebäude       | Bild |
| Leins    | Vorderes Pitztal (Arzl – Wald – Leins – Wenns) | Maria, Hilfe der Christen | Kaplaneikirche Leins |      |

## Dekanat Imst
Das Dekanat umfasst zwölf Pfarren, drei Exposituren und eine Kaplanei.